# تلمبه قاسم زنگی‌آبادی ۲
تلمبه قاسم زنگی‌آبادی ۲ یک منطقهٔ مسکونی در ایران است که در دهستان کویرات (کرمان) واقع شده‌است.